# Saint-Arnoult-des-Bois

Saint-Arnoult-des-Bois este o comună în departamentul Eure-et-Loir, Franța. În 1 ianuarie 2022 avea o populație de 895 de locuitori.